# نیروی هسته‌ای ضعیف

واپاشی بتا

نیروی هسته‌ای ضعیف، کشش هسته‌ای ضعیف یا برهم‌کنش ضعیف (به انگلیسی: weak interaction)، یکی از چهار نیروی پایه در کنار نیروی هسته‌ای قوی، الکترومغناطیس، و گرانش در فیزیک ذرات است که مسئول واپاشی هسته‌ای و قبل از همه واپاشی بتا است که در آن یک نوترون به یک پروتون و یک الکترون و یک پادنوترینو تبدیل می‌شود.
نیروی هسته‌ای ضعیف که بین کوارک‌ها و لپتون‌ها اتفاق می‌افتد، باعث تبدیل و تبادل انرژی و تکانه بین آن‌ها می‌شود.
نیروی هسته ای ضعیف ۶^۱۰ بار از نیروی هسته ای قوی ضعیف تر است.
(در فاصله ۱ فتومتری(۱۵-^۱۰ متر) نیروی هسته ای قوی، ۱۳۷ برابر نیروی الکترومغناطیس، ۶^۱۰ برابر نیروی هسته ای ضعیف، ۳۸^۱۰ برابر نیروی گرانش قدرت دارد)
همانند، سایر نیروهای پایه در فیزیک، نیروی هسته‌ای ضعیف نیز توسط تبادل بوزون‌ها صورت می‌گیرد، که در اینجا ذره تبادل شده، Z بوزون یا یکی از W بوزون‌ها (یعنی با بار مثبت یا منفی) می‌باشد.
برد نیروی هسته‌ای ضعیف کوتاه و برد نیروی هسته ای قوی بلند می‌باشد. در واقع نیروی هسته‌ای ضعیف و نیروی الکترومغناطیسی تنها دو جنبه از نیرویی واحدند به نام نیروی الکترو-ضعیف. وقتی انرژی ذرات بیش از ۵۰۰۰۰ مگا الکترون ولت باشد نیروی وحدت یافته الکترو ضعیف احساس می‌شود. با کم شدن انرژی به صورت دو نیروی مجزا عمل می‌کنند.
در نظریه میدان‌های کوانتومی، مدل استانداردی که بتواند نیروی هسته‌ای ضعیف و نیروی الکترومغناطیسی را باهم توجیه کند، برای اولین بار توسط شلدون گلاسشو، محمد عبدالسلام و استیفن واینبرگ در سال ۱۹۶۸ ارائه شد و از این سه فیزیکدان، سال ۱۹۷۹ با اعطای جایزه نوبل فیزیک قدردانی شد.